# Jonathan Kaplan (Mediziner)
Jonathan Kaplan (* 1956 in Südafrika) ist ein südafrikanischer Arzt und Schriftsteller.
Kaplan stammt aus einer Mediziner-Familie, sein Vater ist Chirurg, seine Mutter Pathologin. Er verließ Südafrika Mitte der 1970er wegen des herrschenden Apartheid-Regimes und ließ sich in Großbritannien zum Arzt ausbilden. Später arbeitete er in den USA. 
1991 folgte er während des Zweiten Golfkriegs einem Angebot, in der Kurdischen Autonomen Region im Nordirak als Chirurg zu helfen. Nach seiner Rückkehr nach London entschied er sich, nicht in einen geregelten Arztberuf zurückzukehren, und arbeitete weiter als Arzt für verschiedene Hilfsorganisationen in Krisengebieten, darunter Angola, Mosambik, Burma und Eritrea. 
Über seine Erfahrungen als Arzt in Kriegsgebieten schrieb er 2001 sein erstes Buch The Dressing Station. Es wurde mit dem renommierten südafrikanischen Literaturpreis Alan Paton Award ausgezeichnet.

## Werke
- The Dressing Station: A Surgeon's Odyssey. Picador, 2001 (deutsch: Notversorgung. Scherz, 2003. ISBN 978-3502150718)
- Contact Wounds: A War Surgeon's Education.  Picador, 2004